# یواس‌اس پلیکان (ام‌اچ‌سی-۵۳)
یواس‌اس پلیکان (ام‌اچ‌سی-۵۳) (به انگلیسی: USS Pelican (MHC-53)) یک کشتی بود که طول آن ۱۸۸ فوت (۵۷ متر) بود. این کشتی در سال ۱۹۹۳ ساخته شد.